# Stanisław Pawlak
Stanisław Michał Pawlak (Kalisz, 27 september 1933) is een Pools diplomaat en rechtsgeleerde. Hij werkte op verschillende ambassades en was hoogleraar aan de Universiteit van Warschau. In de periode van 2005 tot 2023 was hij rechter van het Internationale Zeerechttribunaal.

## Levensloop
Pawlak sloot in 1955 zijn studie rechten af met een Master of Laws en promoveerde in 1967 aan de Universiteit van Warschau. Hier verkreeg hij in 1973 eveneens zijn habilitatie.
Nadat hij in dienst trad van het Ministerie van Buitenlandse Zaken, was hij eerst werkzaam op de Poolse ambassade in Tokio. Hierna werkte hij van 1963 tot 1965 op het ministerie zelf, van 1967 tot 1970 op de ambassade in Canada en aansluitend tot 1972 op die in de Verenigde Staten. Sinds 1974 was Pawlak hoogleraar aan de Universiteit van Warschau.
In de periode van 1978 tot 1983 was hij daarnaast lid van de Algemene Vergadering van de Verenigde Naties in New York. Verder was hij van 1987 tot 1991 lid van de Mensenrechtencommissie van de Verenigde Naties en was hij sinds 1986 lid van de International Law Association.
Sinds 1 oktober 2005 is hij rechter van het Internationale Zeerechttribunaal in Hamburg. Zijn ambtstermijn loopt af op 30 september 2014.

## Onderscheidingen
- Orde van de Rijzende Zon, IIIe Klasse met gouden ster en cravatte (2021)
- Orde Polonia Restituta, Commandeur (2005)
- Orde Polonia Restituta, Officier (1985)
- Kruis van Verdienste (1974)